# Województwo skierniewickie

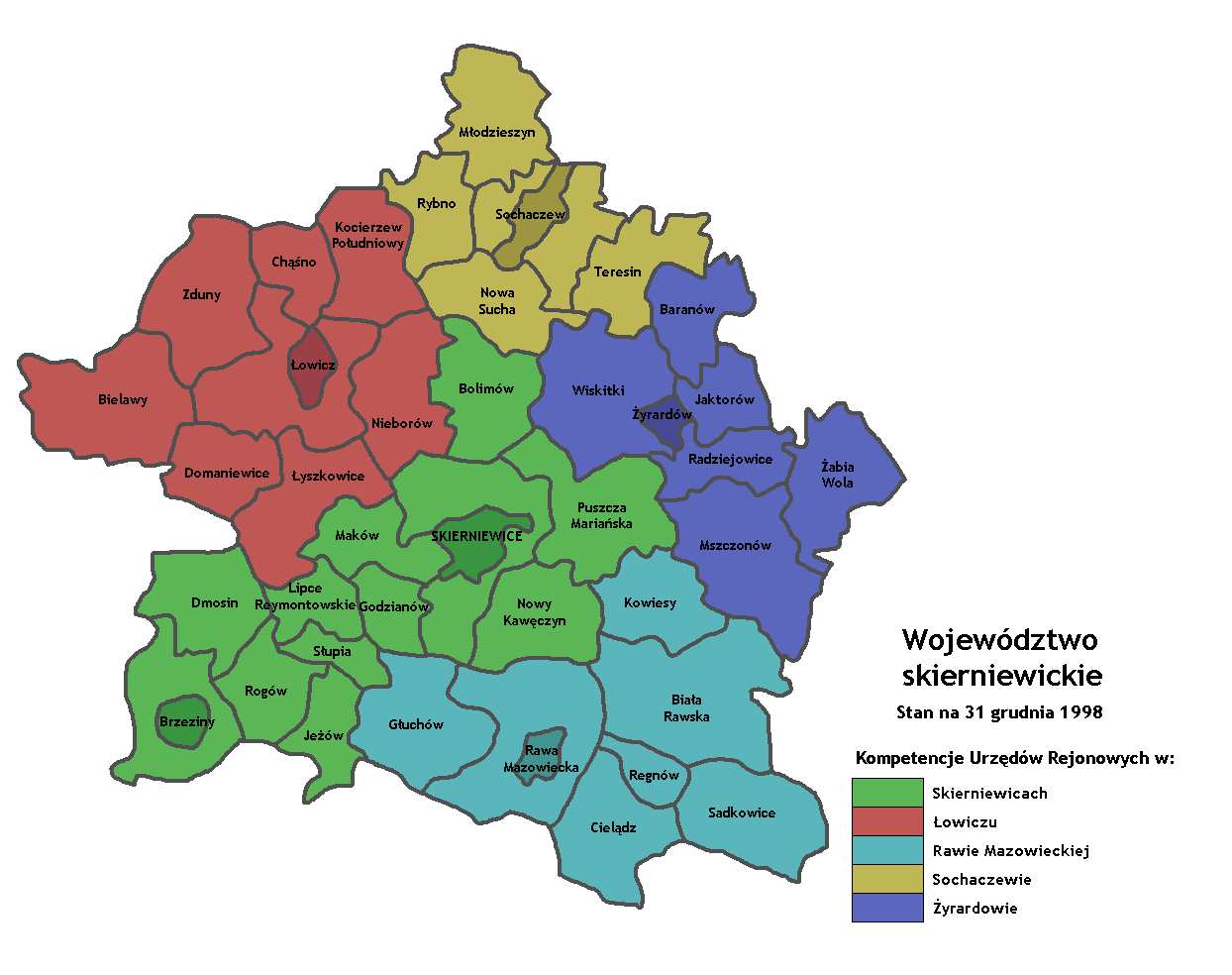
Mapa województwa w ostatnim dniu jego istnienia z podziałem na gminy

Województwo skierniewickie – województwo ze stolicą w Skierniewicach, jedno z 49 istniejących w latach 1975–1998. W 1999 zostało podzielone między województwo łódzkie a mazowieckie.
Województwo skierniewickie graniczyło z województwami: płockim, warszawskim, radomskim, piotrkowskim, łódzkim.
Powierzchnia województwa wynosiła 3960 km². Administracyjnie województwo dzieliło się na 8 miast i 36 gmin.
Całe województwo skierniewickie miało kierunkowy numer telefoniczny 46.
Kod pocztowy zaczynał się od numeru 96-100 do 96-521.
Choć w momencie tworzenia województwa to Żyrardów był największym miastem w regionie, to jednak mniejsze od niego Skierniewice zostały stolicą województwa.

## Urzędy Rejonowe
- Urząd Rejonowy w Łowiczu dla gmin: Bielawy, Chąśno, Domaniewice, Kocierzew Południowy, Łowicz, Łyszkowice, Nieborów i Zduny oraz miasta Łowicz
- Urząd Rejonowy w Rawie Mazowieckiej dla gmin: Biała Rawska, Cielądz, Głuchów, Kowiesy, Rawa Mazowiecka, Regnów i Sadkowice oraz miasta Rawa Mazowiecka
- Urząd Rejonowy w Skierniewicach dla gmin: Bolimów, Brzeziny, Dmosin, Godzianów, Jeżów, Lipce Reymontowskie, Maków, Nowy Kawęczyn, Puszcza Mariańska, Rogów, Skierniewice i Słupia oraz miast Brzeziny i Skierniewice
- Urząd Rejonowy w Sochaczewie dla gmin: Młodzieszyn, Nowa Sucha, Rybno, Sochaczew i Teresin oraz miasta Sochaczew
- Urząd Rejonowy w Żyrardowie dla gmin: Baranów, Jaktorów, Mszczonów, Radziejowice, Wiskitki i Żabia Wola oraz miasta Żyrardów

## Największe miasta

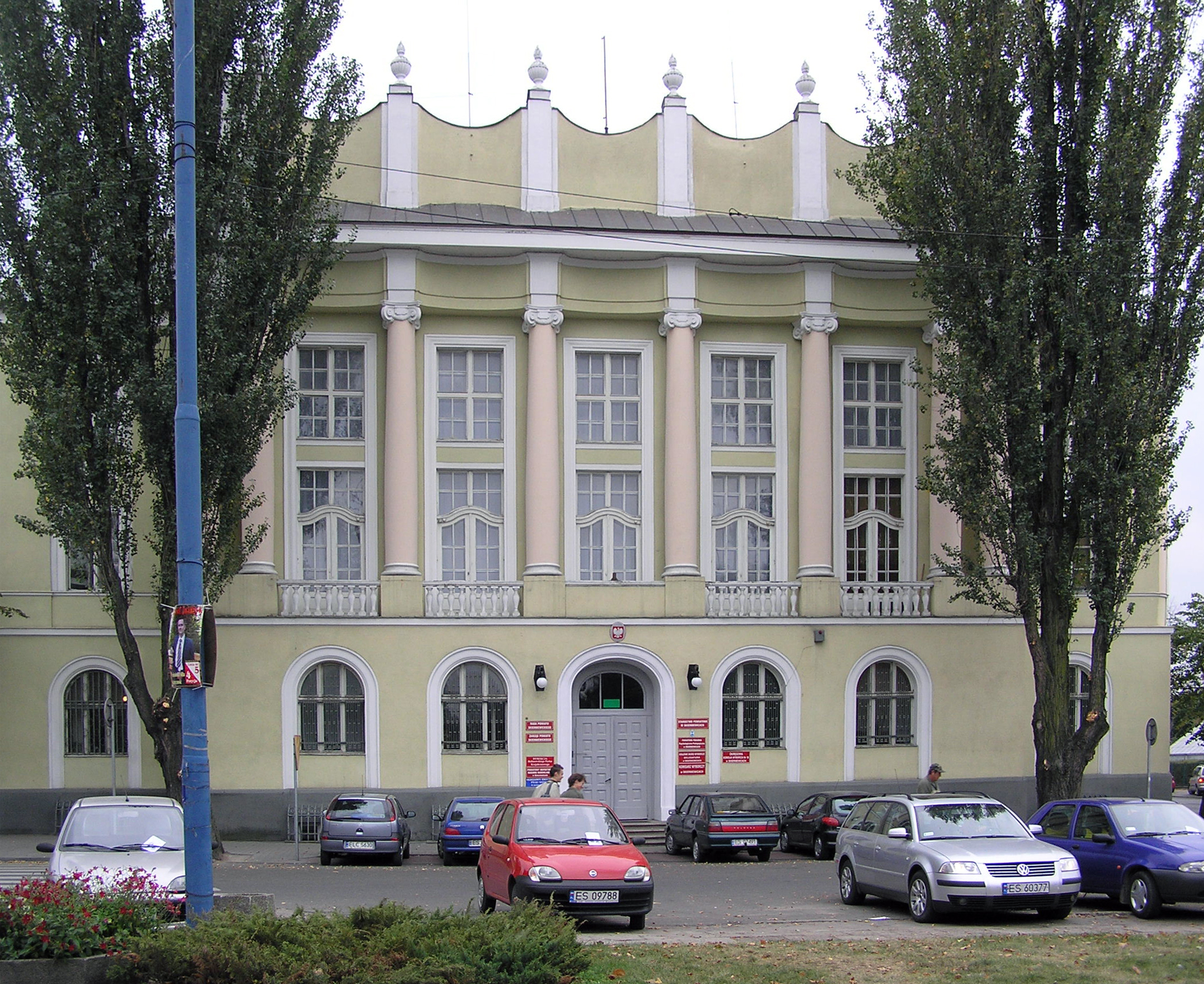
Urząd Wojewódzki w latach 1975–1998, obecnie Siedziba Starostwa Powiatowego

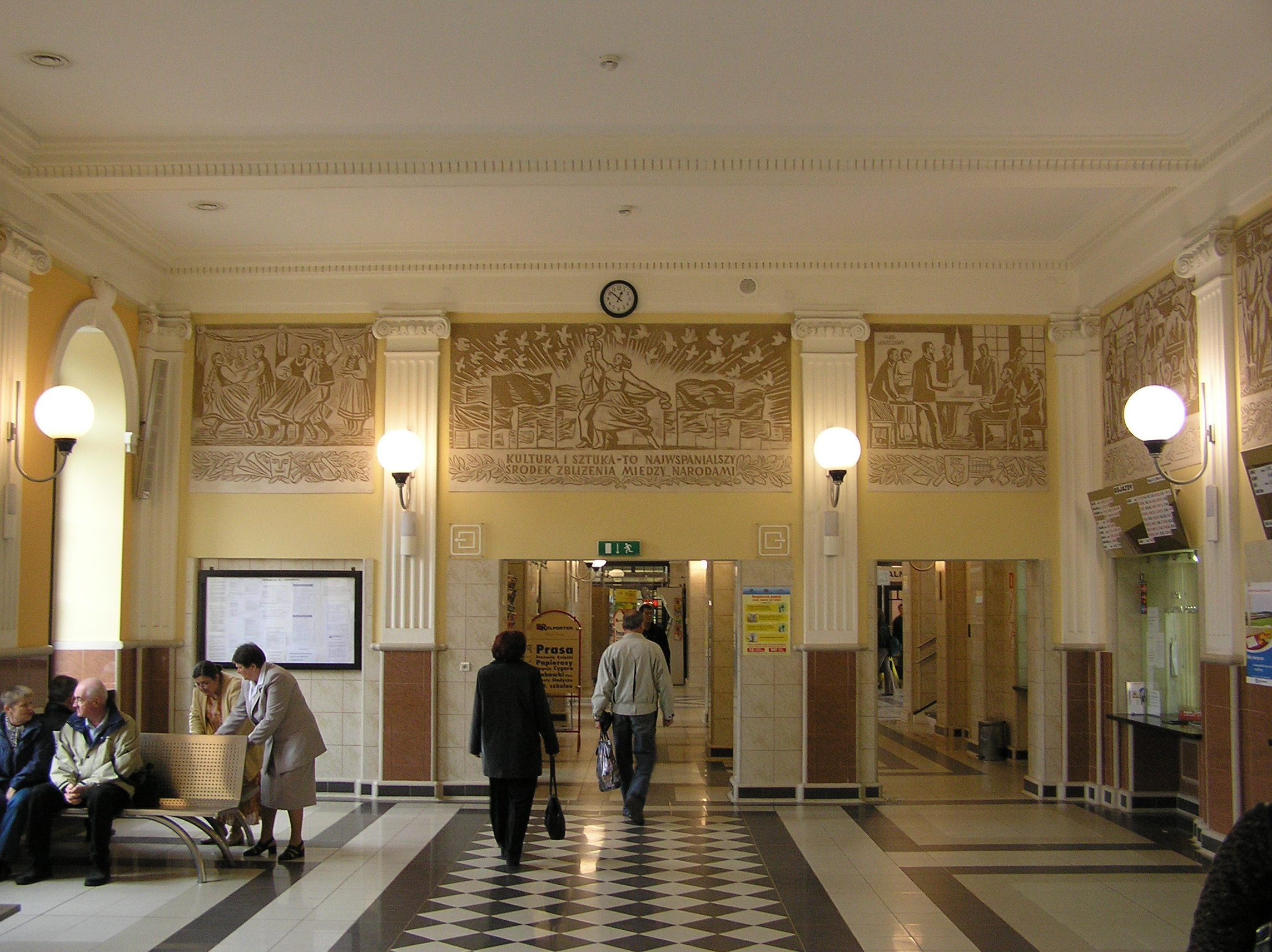
Wnętrze dworca kolejowego w Skierniewicach

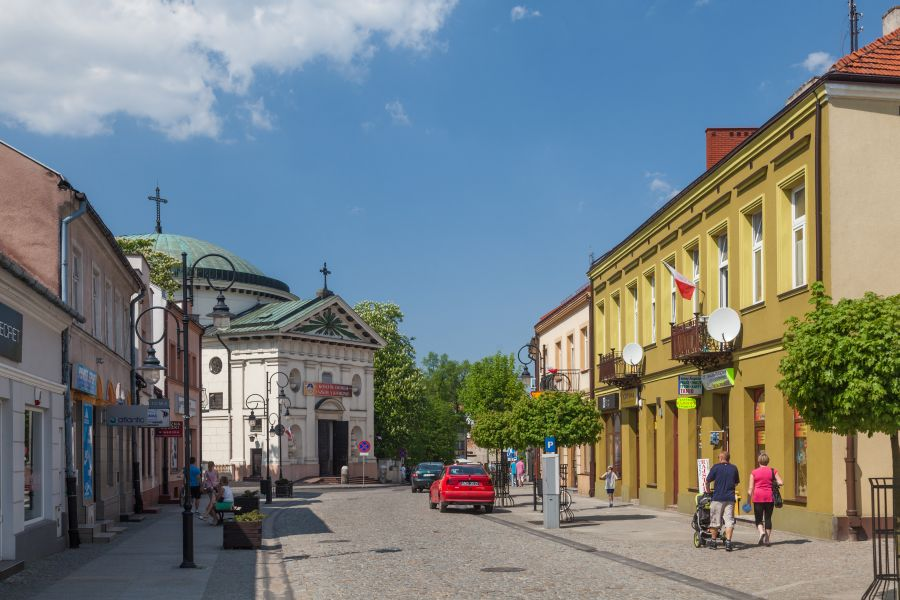
Skierniewice, ul. Senatorska

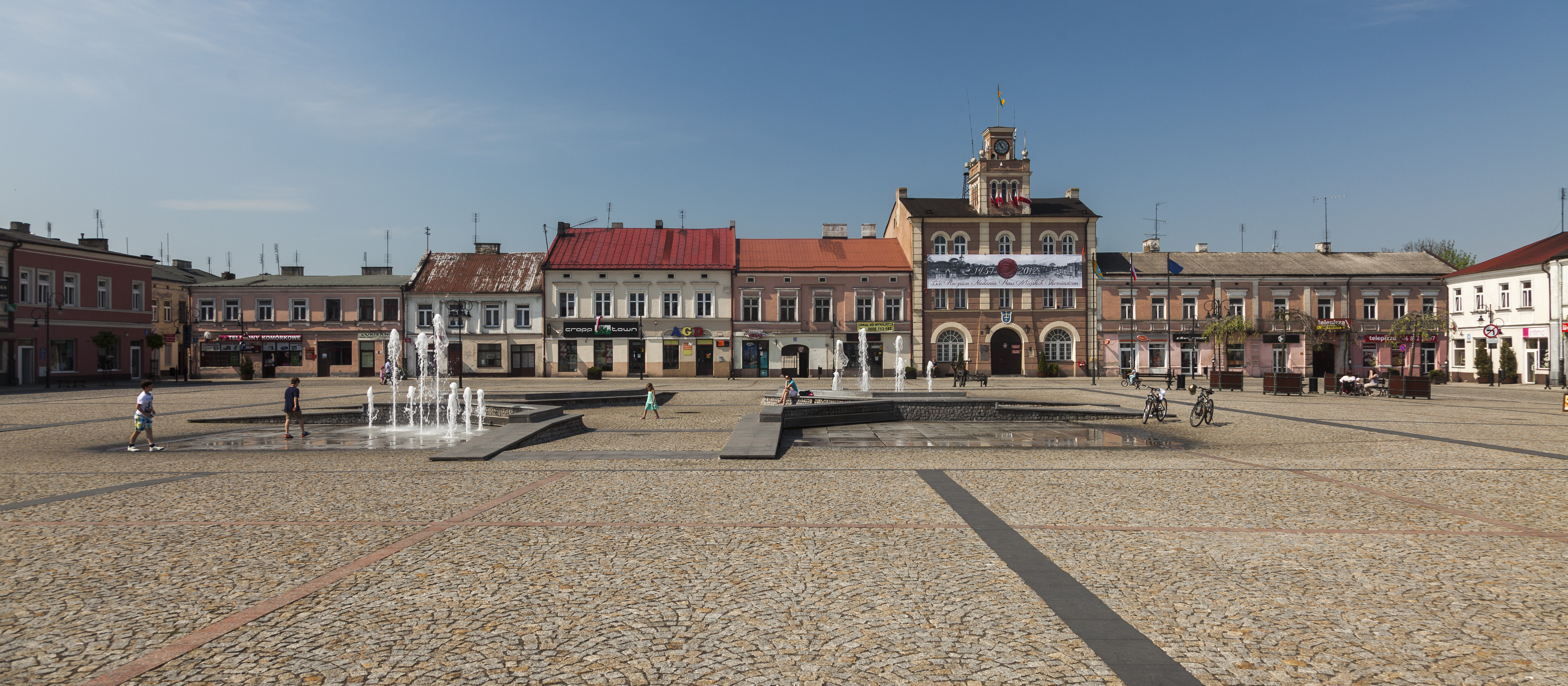
Skierniewice – Rynek

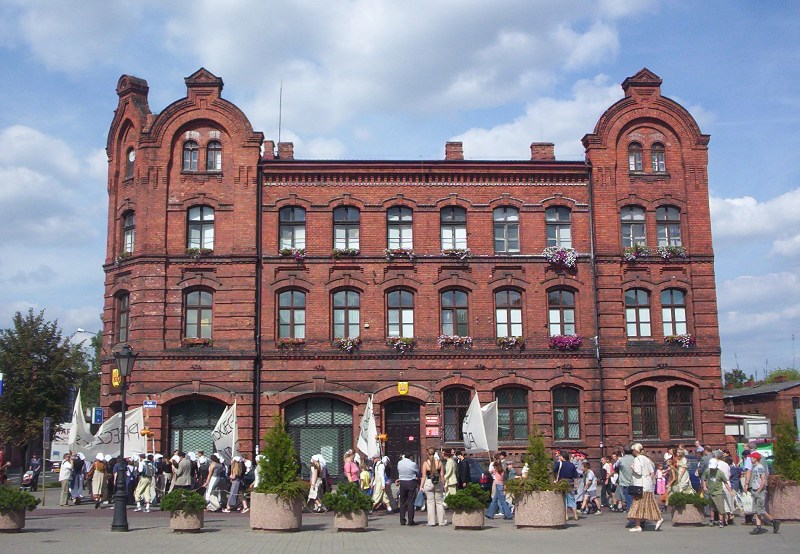
Żyrardów, obecnie budynek magistratu

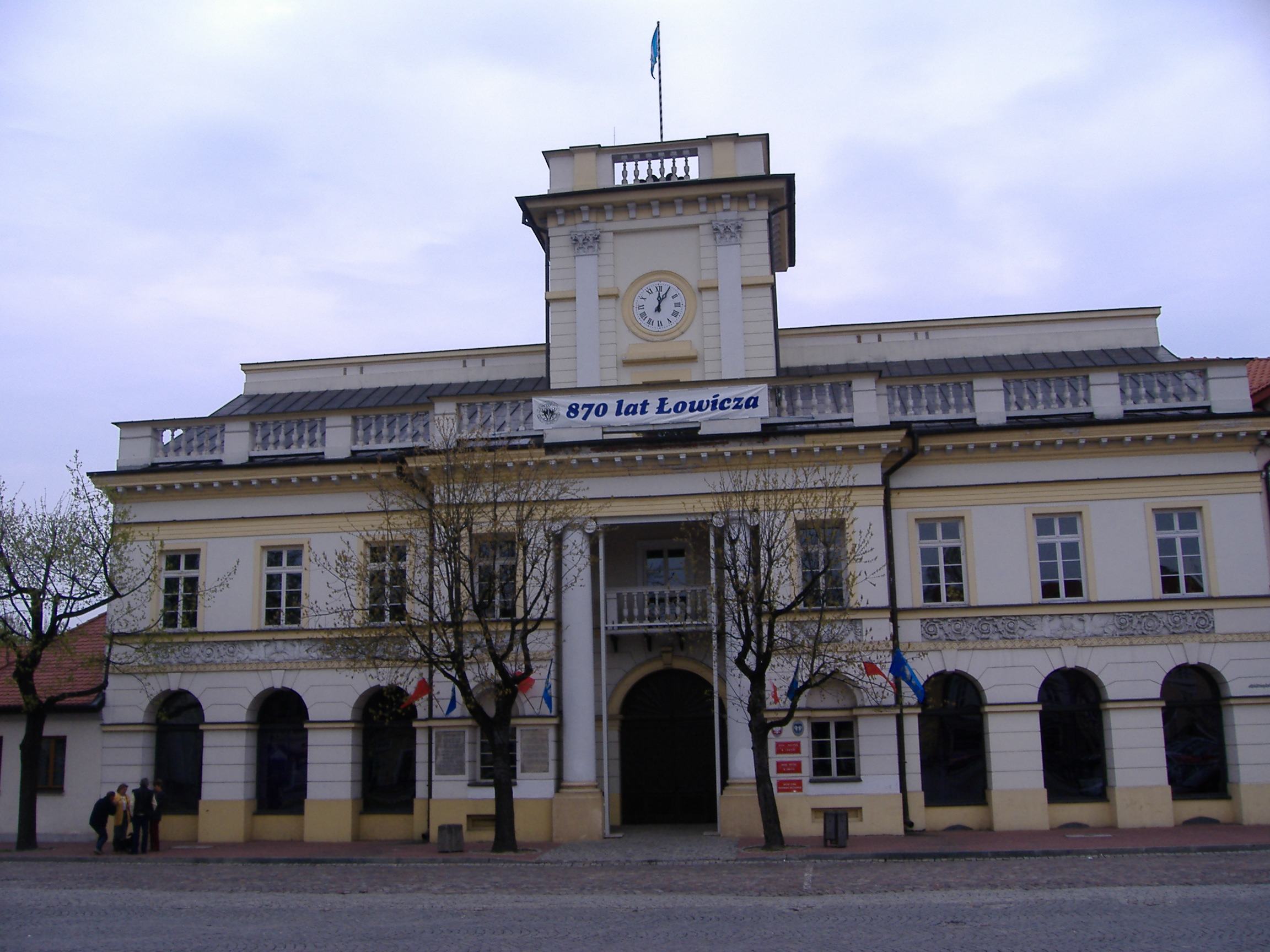
Ratusz w Łowiczu

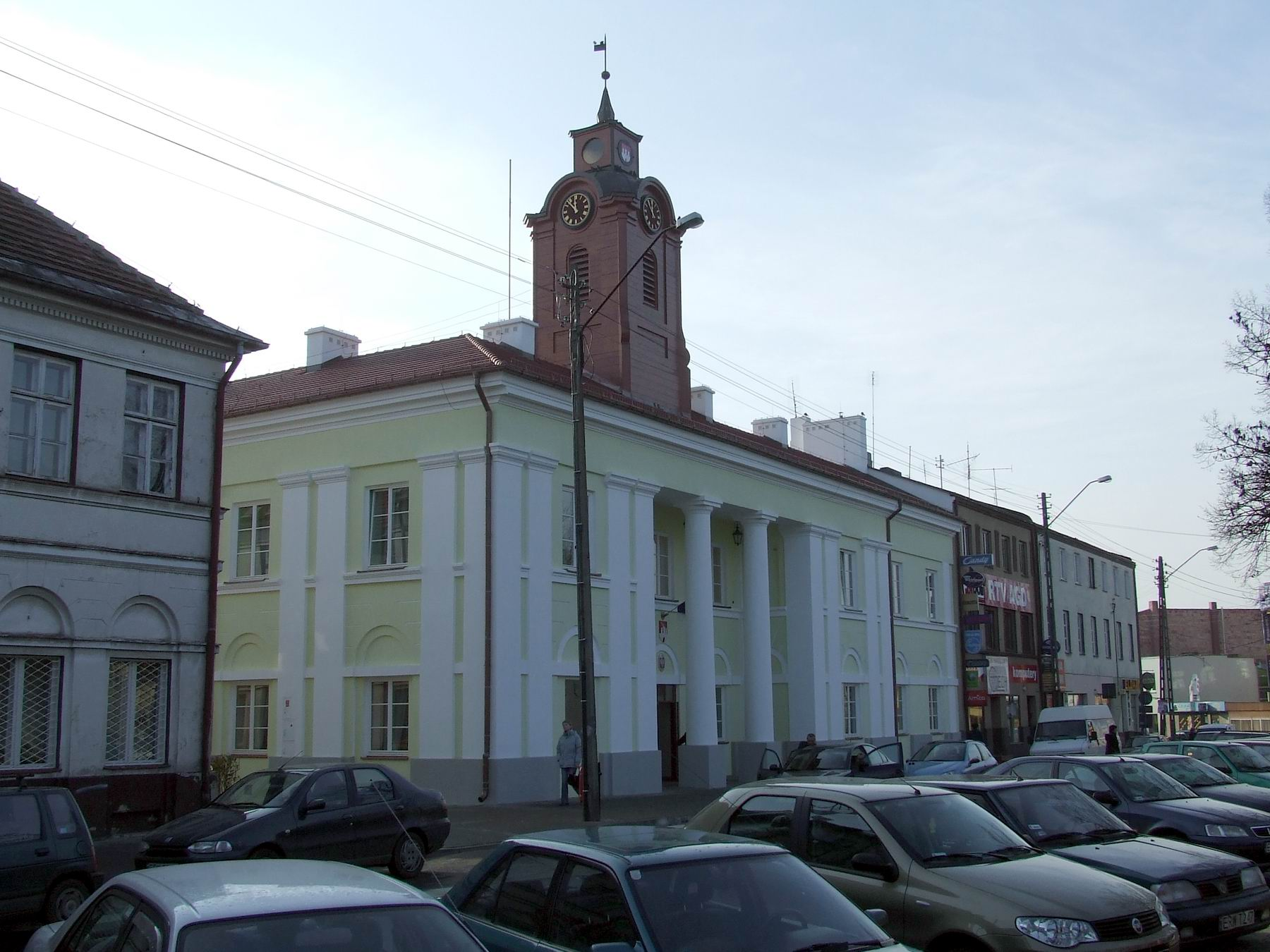
Ratusz Miejski w Rawie Mazowieckiej

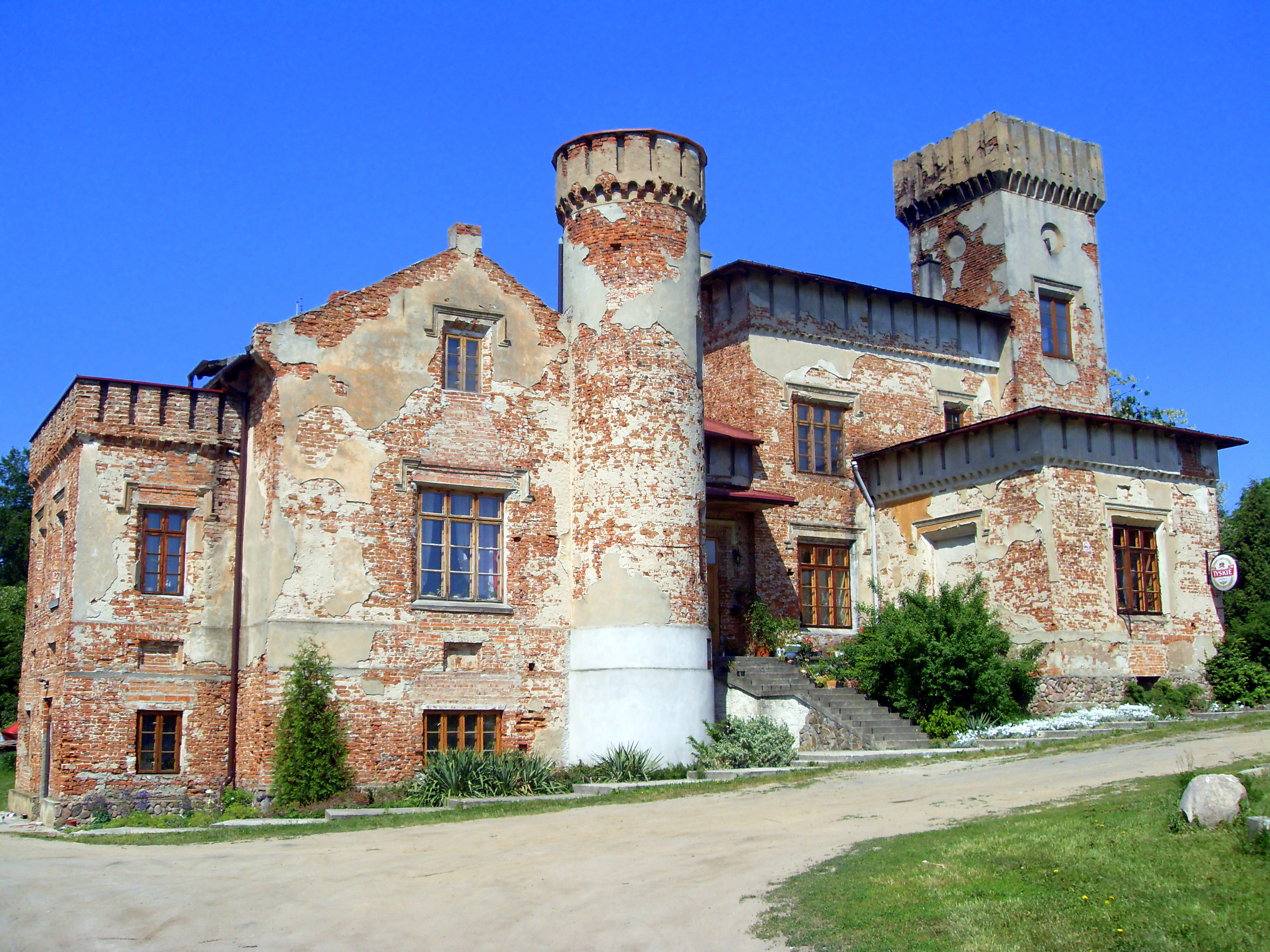
Pałac w Białej Rawskiej

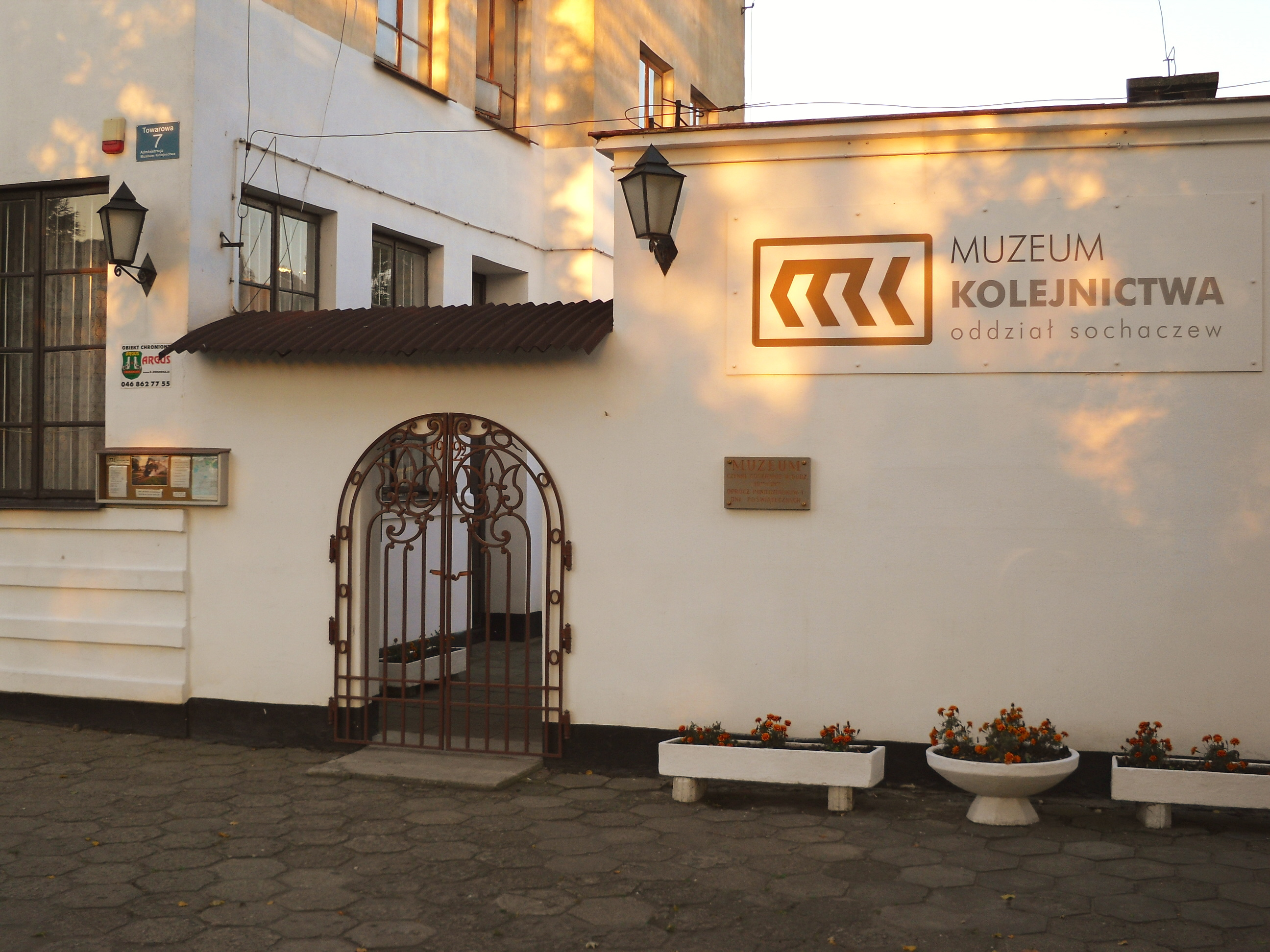
Muzeum Kolei Wąskotorowej w Sochaczewie

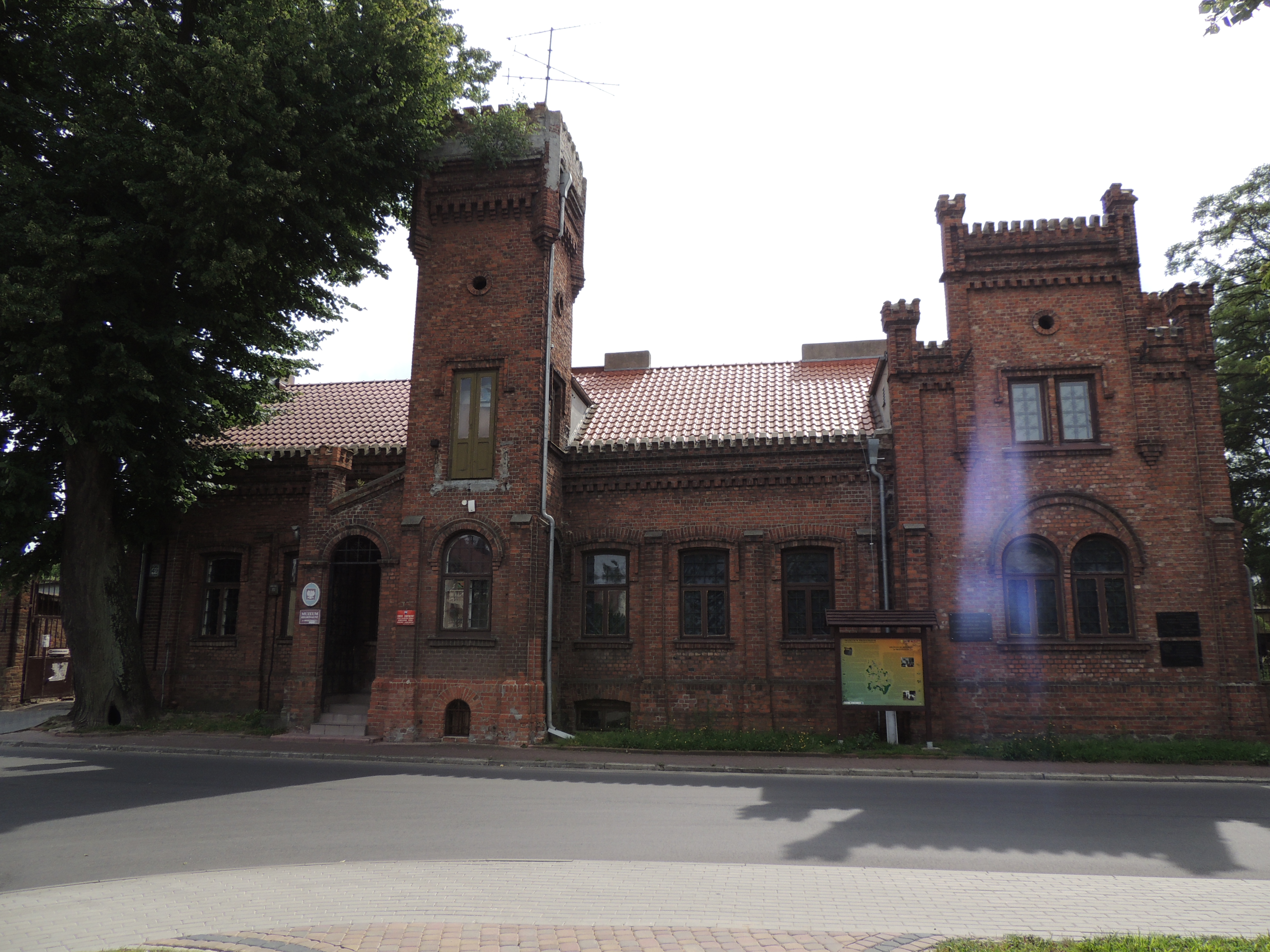
Brzeziny – Muzeum Regionalne

- Skierniewice – 48 696
- Żyrardów – 41 443
- Sochaczew – 37 585
- Łowicz – 31 750
- Rawa Mazowiecka – 18 422
- Brzeziny – 12 924
- Mszczonów – 6293
- Biała Rawska – 3231

## Ludność w latach
| Rok                    | Liczba mieszkańców |
| ---------------------- | ------------------ |
| 1975 (31 grudnia)      | 388,7 tys.         |
| 1976 (31 grudnia)      | 389,8 tys.         |
| 1977 (31 grudnia)      | 391,4 tys.         |
| 1978 (spis powszechny) | 393 397            |
| 1978 (31 grudnia)      | 393,5 tys.         |
| 1979 (31 grudnia)      | 395,1 tys.         |
| 1980 (31 grudnia)      | 396,9 tys.         |
| 1983 (31 grudnia)      | 404,8 tys.         |
| 1985 (31 grudnia)      | 409,5 tys.         |
| 1986                   | 411,5 tys.         |
| 1987                   | 413,2 tys.         |
| 1988                   | 415,2 tys.         |
| 1989 (31 grudnia)      | 418,2 tys.         |
| 1990 (30 czerwca)      | 418,7 tys.         |
| 1990 (31 grudnia)      | 419,3 tys.         |
| 1991 (31 grudnia)      | 420,7 tys.         |
| 1992 (31 grudnia)      | 423,1 tys.         |
| 1993 (30 czerwca)      | 423 tys.           |
| 1994 (31 grudnia)      | 423,8 tys.         |
| 1995 (30 czerwca)      | 423,6 tys.         |
| 1995 (31 grudnia)      | 424 tys.           |
| 1997 (31 grudnia)      | 423,9 tys.         |

## Administracja rządowa
Terenowym organem Administracji Rządowej był wojewoda skierniewicki, wyznaczany przez Prezesa Rady Ministrów. Siedzibą wojewody było miasto Skierniewice.

## Wojewodowie skierniewiccy
Od czerwca 1975 do 31 grudnia 1998 roku funkcje wojewody spełniało pięciu wojewodów:
- Stanisław Barański 1975–1980 (PZPR)
- Kazimierz Borczyk 1980–1990 (PZPR)
- Stanisław Czuba 1990–1994 (KLD)
- Andrzej Charzewski 1994–1997 (PSL)
- Jerzy Olejniczak 1997–1998 (AWS)

## Wicewojewodowie
- Marian Gała (1975–1981) (PZPR)
- Piotr Myszkowski (1981–1990) (PZPR)
- Zygmunt Michalak (1990–1994) (KLD)
- Franciszek Opiłowski (1994–1998) (PSL)
- Kazimierz Orzechowski (1998) (AWS)

## Gospodarka
Województwo skierniewickie miało charakter rolniczo-przemysłowy.
Głównymi ośrodkami przemysłowymi w województwie skierniewickim były:
- Rawent, Zatra, Polfer, Hortex w Skierniewicach, Spółdzielnie Mleczarskie, Zakłady Włókiennicze w Żyrardowie, Zakłady Mięsne w Rawie Mazowieckiej.

## Transport
Przez teren województwa skierniewickiego przebiegały szlaki drogowe i kolejowe oraz istniało w województwie lotnisko wojskowe, obecnie w województwie mazowieckim koło Sochaczewa.

### Drogi
- Droga E 30, wcześniej E 8, E 12 – obecnie autostrada A2
- Droga E 67, wcześniej E 82 – obecnie droga ekspresowa S8
- Droga krajowa 27, obecnie 50 – przebiega przez Sochaczew, Żyrardów
- Droga 70 – Zawady, Skierniewice, Łowicz
- Droga wojewódzka 703, 704, 705, 708, 719

### Koleje
- Linia kolejowa numer 1 Warszawa Centralna – Katowice
- Linia kolejowa numer 3 Warszawa Zachodnia – Kunowice
- Linia kolejowa numer 4 Grodzisk Mazowiecki – Zawiercie
- Linia kolejowa numer 11 Skierniewice – Łowicz Główny
- Linia kolejowa numer 12 Skierniewice – Łuków
- Linia kolejowa numer 15 Bednary – Łódź Kaliska
- Linia kolei wąskotorowej Rogów – Biała Rawska
- Linia kolei wąskotorowej Sochaczew – Wyszogród – Piaski[potrzebny przypis]

## Komunikacja

### Komunikacja miejska
W miastach województwa skierniewickiego istniały miejskie zakłady komunikacyjne: w Skierniewicach, Sochaczewie, Łowiczu, Żyrardowie, Rawie Mazowieckiej.

### Komunikacja autobusowa
W byłym województwie skierniewickim była dobrze zorganizowana komunikacja autobusowa.
Istniała Polska Komunikacja Samochodowa (PKS) w Skierniewicach, Żyrardowie, Sochaczewie, Rawie Maz., Brzezinach, Mszczonowie.

### Komunikacja kolejowa
Województwo miało dogodne połączenia między miastami województwa skierniewickiego:
- Skierniewice – Łowicz – Skierniewice
- Skierniewice – Żyrardów – Skierniewice
- Łowicz – Sochaczew – Łowicz

W Sochaczewie istniały połączenia kolei wąskotorowej Sochaczew – Chodaków, Brochów, Tułowice do Wilcz Tułowskich i Wyszogrodu.
Drugą linią wąskotorową była linia łącząca Rogów z Rawą Maz., Białą Rawską.

### Komunikacja lotnicza
W województwie skierniewickim nie istniał port lotniczy. Najbliższym był port lotniczy w Warszawie i Łodzi w sąsiednich województwach łódzkim i warszawskim.

## Środowisko naturalne

### Rzeki woj. skierniewickiego

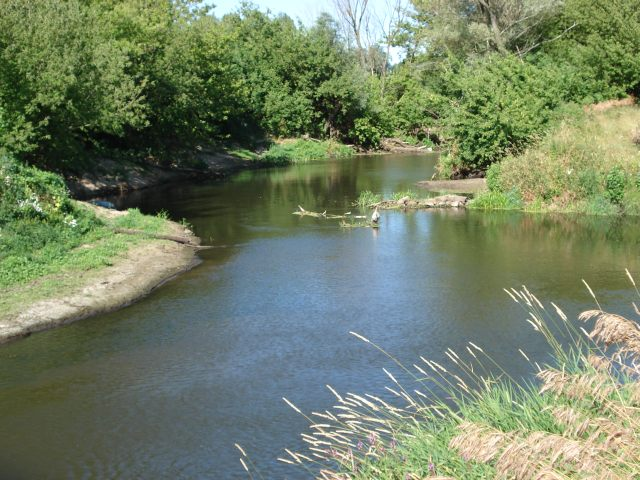
Rzeka Bzura

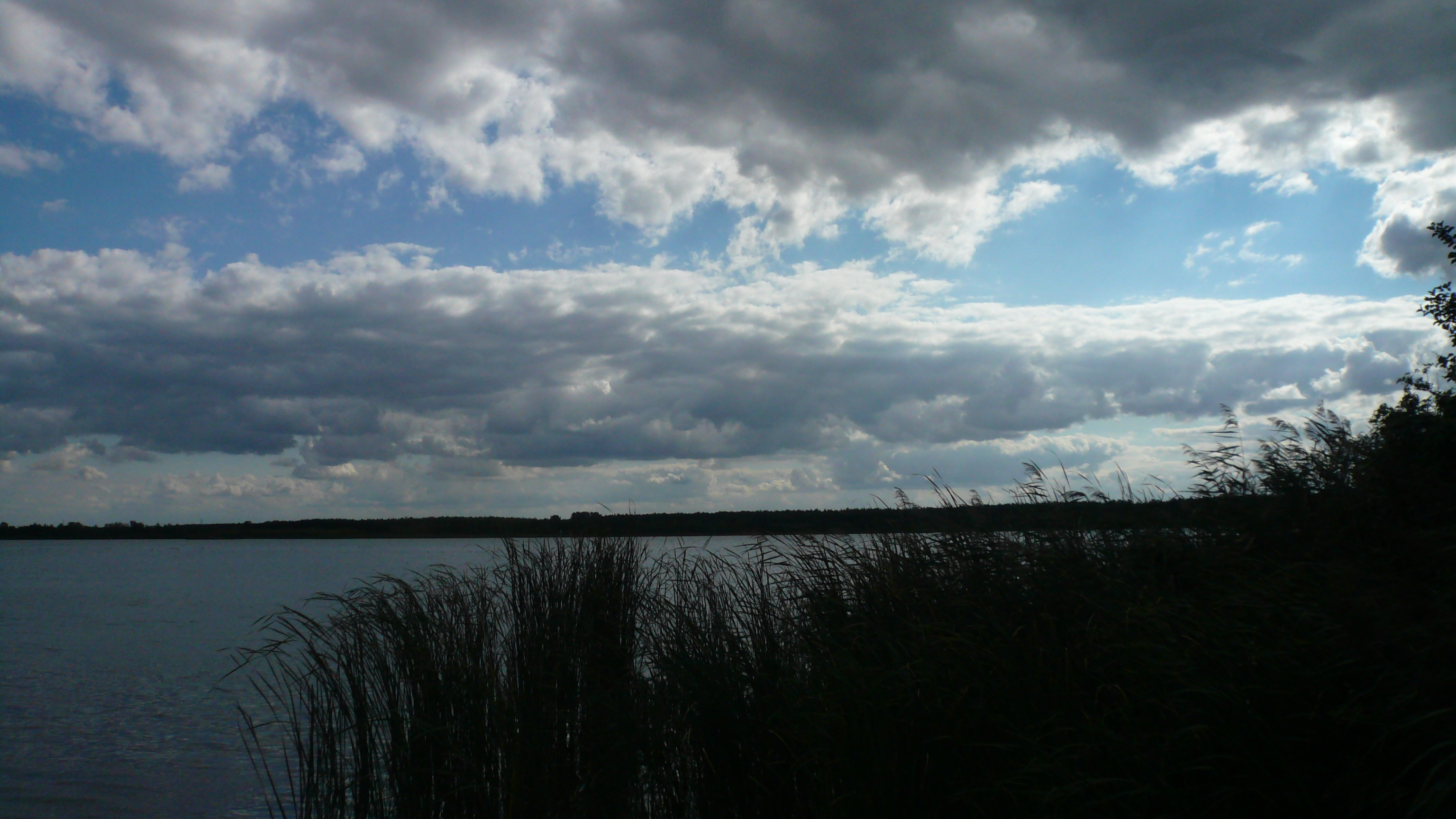
Jezioro Okręt

Bolimowski Park Krajobrazowy

- Bzura
- Rawka
- Łupia
- Mroga
- Białka
- Korabiewka
- Sucha
- Mrożyca
- Chojnatka
- Uchańka
- Pisia Gągolina

### Jeziora i zalewy
- Jezioro Okręt
- Jezioro Rydwan
- Zalew Zadębie
- Zalew Bolimowski
- Zalew Rochna
- Zalew Tatar
- Zalew Żyrardowski

### Parki krajobrazowe, lasy

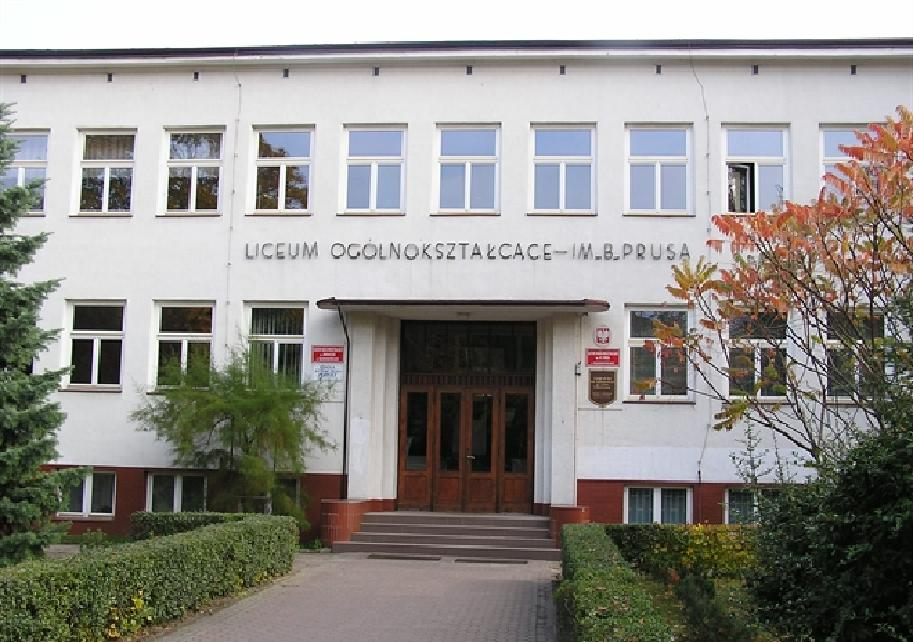
Liceum Ogólnokształcące w Skierniewicach

- Bolimowski Park Krajobrazowy
- Las Zwierzyniecki
- Las Młodzieszyński
- Las Stanisławów

## Edukacja i kultura
Głównym ośrodkiem kulturalnym województwa były Skierniewice. W 1977 roku powstało Skierniewickie Święto Kwiatów, Owoców i Warzyw odbywające się do dziś.
W województwie istniały instytuty i placówki naukowe:
- Instytut Sadownictwa
- Instytut Warzywnictwa
- Instytut Kwiaciarstwa (obecnie nieistniejący, połączony z Instytutem Sadownictwa)

W województwie istniały pola doświadczalne Polskiej Akademii Nauk funkcjonujące do dziś w Skierniewicach.
W województwie skierniewickim istniało wiele szkół:
- Przedszkola,
- Szkoły podstawowe,
- Licea,
- Szkoły techniczne,
- Szkoły zawodowe,
- Szkoły wyższe.

### Uczelnie

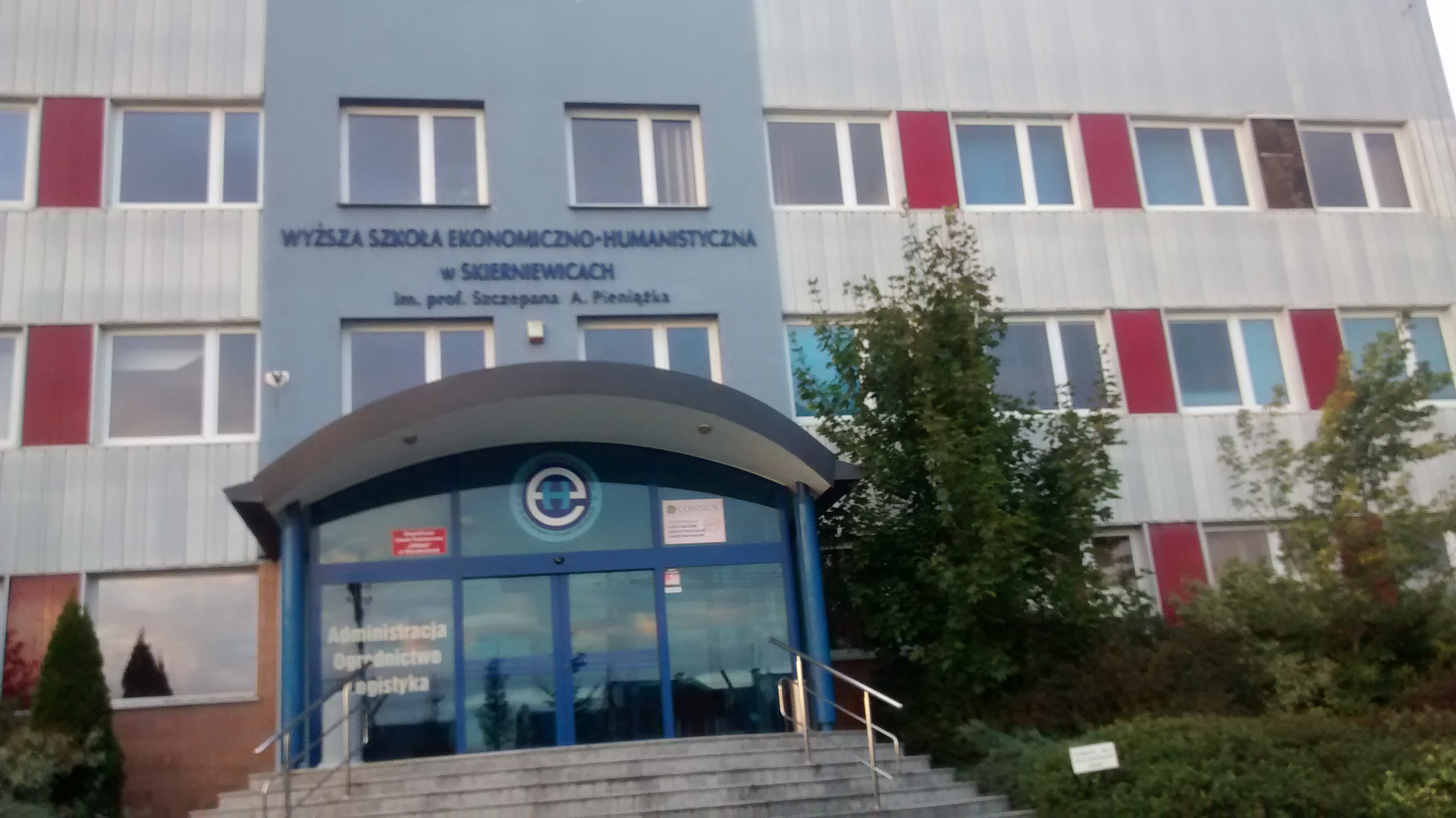
Wyższa Szkoła Ekonomiczno Humanistyczna w Skierniewicach

W województwie skierniewickim w latach 1975–1998 funkcjonowały szkoły wyższe:
- Szkoła Główna Gospodarstwa Wiejskiego w Skierniewicach
- Wyższa Szkoła Ekonomiczno-Humanistyczna w Skierniewicach[22]
- Wyższe Seminarium Duchowne w Łowiczu
- Akademia Rolnicza w Skierniewicach i Łowiczu

## Religia
Dominującą religią wyznawaną przez większość mieszkańców województwa skierniewickiego było chrześcijaństwo, należące głównie do Kościoła katolickiego. 
Wszystkie parafie katolickie, poza jedną, wchodziły w skład diecezji łowickiej. Parafia Wojskowa Wniebowzięcia Najświętszej Maryi Panny w Skierniewicach od 1993 roku należy do dekanatu Sił Powietrznych w Ordynariacie Polowym Wojska Polskiego.